# Wadim Sałmanow
Wadim Nikołajewicz Sałmanow, ros. Вадим Николаевич Салманов (ur. 22 października?/4 listopada 1912 w Petersburgu, zm. 27 lutego 1978 w Leningradzie) – radziecki kompozytor.

## Życiorys
Uczył się gry na fortepianie u swojego ojca oraz teorii muzyki u Fiodora Akimienki. W latach 1936–1941 studiował u Michaiła Gniesina w Konserwatorium Leningradzkim. Podczas II wojny światowej był żołnierzem Armii Czerwonej. W latach 1945–1946 był asystentem w Instytucie Gniesinych. Od 1946 do 1952 roku wykładał w szkole muzycznej przy Konserwatorium Leningradzkim, w latach 1947–1951 kierował tam wydziałem kompozycji. Od 1951 roku wykładał w Konserwatorium Leningradzkim, w 1965 roku otrzymał stanowisko profesora. W 1968 roku został sekretarzem Związku Kompozytorów Rosyjskiej FSRR.
Początkowo tworzył w lirycznym stylu, nawiązującym do dzieł Siergieja Prokofjewa i Dmitrija Szostakowicza. Na początku lat 60. XX wieku zwrócił się w stronę muzyki absolutnej o czystej, zwartej formie, adaptując nowsze techniki takie jak dodekafonia. Ważne miejsce w twórczości Sałmanowa zajmują pieśni pisane do słów takich poetów jak Federico García Lorca, Pablo Neruda czy Tadeusz Różewicz. Za koncert chóralny Lebioduszka otrzymał w 1970 roku Nagrodę Państwową Rosyjskiej FSRR im. Michaiła Glinki.

## Wybrane kompozycje
(na podstawie materiałów źródłowych)

### Utwory orkiestrowe
- 4 symfonie (I 1952, II 1959, III 1963, IV 1976)
- Dietskaja simfonija (1962)
- obraz symfoniczny Les (1948)
- Russkoje kapriczczio (1950)
- Sławianskij chorowod (1952)
- Poeticzeskije kartinki wg H.Ch. Andersena (1955)
- Sonata na fortepian i orkiestrę smyczkową (1962)
- 2 koncerty skrzypcowe (I 1964, II 1974)
- Noczi bolszogo goroda na skrzypce i orkiestrę kameralną (1969)

### Utwory kameralne
- 6 kwartetów smyczkowych (I 1945, II 1958, III 1961, IV 1963, V 1968, VI 1971)
- 2 tria fortepianowe (I 1946, II 1949)
- 2 sonaty na skrzypce i fortepian (I 1945, II 1962)
- Sonata na wiolonczelę i fortepian (1963)
- Monolog na wiolonczelę (1970)

### Pieśni na głos i fortepian
- Ispanija w sierdce, słowa Federico García Lorca i Pablo Neruda (1959)
- Piesni ob odinoczestwie, słowa Federico García Lorca (1967)

### Utwory wokalno-instrumentalne
- poemat Zoja na głos i orkiestrę (1951)
- poemat-oratorium Dwienad-cat′ na głosy solowe, chór i orkiestrę (1959)
- kantata Oda Leninu (1970)
- Dobryj mołodiec na chór, rożek angielski i akordeon (1972)
- kantata Skify (1973)
- In memoriam na sopran, chór i organy (1973)
- kantata K mołodym na chór i organy (1976)

### Balet
- Czełowiek (1964)